# XML Notepad
XML Notepadは、Chris Lovettによって開発され、Microsoftによって公開されたオープンソースのXMLエディタである。エディタは、ツリービューとテキストビュー双方でのインクリメンタル検索や、ドラッグとドロップのサポート、インテリセンス、正規表現などを用いることが可能な検索と置換、XIncludeのサポートなどの機能を備える。XML Notepadは、大きなサイズのXMLドキュメントでよいパフォーマンスを発揮し、リアルタイムのXMLスキーマのバリデーション機能を持つ。また、XSLT変換の結果を確認するためのHTMLビューアーを持ち、XML比較ツールが組み込まれている。
プログラムのソースコードは、CodePlexで2007年4月20日に公開され、その後2016年4月にGitHubに移行された。

## 歴史
オリジナルのXML Notepadは、1998年にMurray LowによってC++で書かれたが、現代的なXML標準のサポートを欠き、メンテナンスがなされていないため、MSDNからは結果的に削除されていた。しかしながら、需要の高さのゆえ、Chris Lovettによって.NET Framework 2.0のSystem.Xmlライブラリを使ってC#で書き直された。
XML Notepad 2007は、XML Notepad 2006が公開されてから8ヶ月後にリリースされた。新しいバージョンはいくつかのバグ修正を含むほか、Windows Vistaに対応し、Aeroスタイルのアップデートされたアイコンが含まれる。
XML Notepad 2.6は、2014年にリリースされ、CodePlexにおいてコミュニティによって報告されたいくつかのバグの修正を含む。また、.Net Framework 4.0を使うようにアップデートされている。